# Корнілій (Чернявський)
Корні́лій Черня́вський (в миру Кодрат Андрійович Чернявський; 1781—1875) — ігумен Православної церкви в Україні. Відомий як архієрейський духівник у Чернігові (1855—1875).

## Біографія
Кодрат Чернявський народився 1781 року в родині священника села Тополівки, Сосницького повіту Чернігівської губернії Російської імперії.
Почав службу канцеляристом у Новгород-Сіверському духовному правлінні за єдиного Новгород-Сіверського єпископа Іларіона (Кондратківського). Ця єпархія була заснована в 1785 році, а скасована в 1797 році. Згодом перейшов до Сосницького духовного правління. Після трирічної служби, висвячений у диякона 16 березня 1808 року, потім — на священника 4 червня 1809 року в рідне село.
14 січня 1837 року призначений духівником округу; 16 липня 1842 року Кодрат Чернявський був звільнений за штат.
У 1854 році він вступив до чернечого архієрейського будинку в Чернігові, який був облаштований на місці скасованого в 1786 році Троїцько-Іллінського монастиря. Прийняв чернечий постриг 13 лютого 1855 року. Весь час відтоді залишався архієрейським духівником до своєї смерті 7 серпня 1875.
Глибоко віруючий, майже сторічний старець, був дуже популярною особою в Чернігові. Мав великий авторитет серед духовенства та місцевого населення.

## Сім'я
Був одружений, у сім'ї було 5 синів та 4 дочки.

## Нагороди
До прийняття чернецтва був нагороджений бронзовим наперсним хрестом «На згадку Вітчизняної війни 1812 року», набедреником та скуфією. У чернецтві був також нагороджений бронзовим хрестом з медаллю «На згадку про війну 1853—1856», орденом св. Анни III ступеня та золотим наперсним хрестом.